# Ris donc, Paillasse !
Pour plus de détails, voir Fiche technique et Distribution.

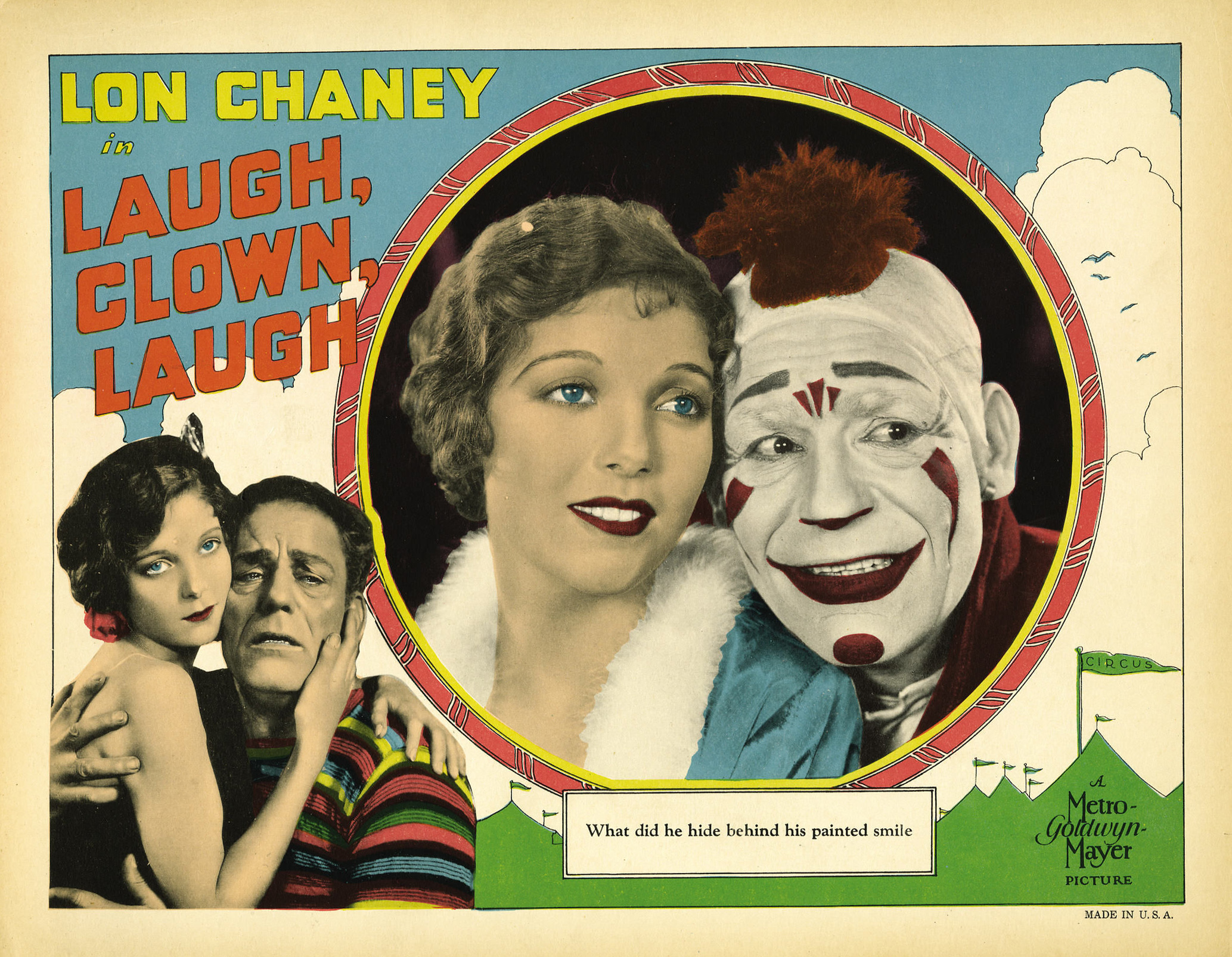
Loretta Young et Lon Chaney

Ris donc, Paillasse ! (Laugh, Clown, Laugh) est un film muet américain réalisé par Herbert Brenon, sorti en 1928.

## Synopsis
Le film raconte l'histoire d'un clown qui adopte une jeune fille. Lorsque celle-ci devient une femme, elle est séduite par un aristocrate qui la demande en mariage.

## Fiche technique
- Titre : Ris donc, Paillasse !
- Titre original : Laugh, Clown, Laugh
- Réalisation : Herbert Brenon
- Scénario : Elizabeth Meehan d'après la pièce de David Belasco et Tom Cushing
- Intertitres : Joseph Farnham
- Production : Herbert Brenon et Irving Thalberg
- Société de production : MGM
- Photographie : James Wong Howe
- Musique : H. Scott Salinas (2002)
- Direction artistique : Cedric Gibbons
- Costumes : Gilbert Clark
- Montage : Marie Halvey
- Pays de production : États-Unis
- Format : Noir et blanc - 35 mm - 1,37:1 - Film muet
- Genre : Drame
- Durée : 73 minutes
- Date de sortie : 
  - États-Unis : 14 avril 1928

## Distribution
- Lon Chaney : Tito Beppi
- Bernard Siegel : Simon
- Loretta Young : Simonetta
- Cissy Fitzgerald : Giancinta
- Nils Asther : le comte Luigi Ravelli
- Gwen Lee : Lucretia
- Emmett King (non crédité) : un médecin

## Galerie

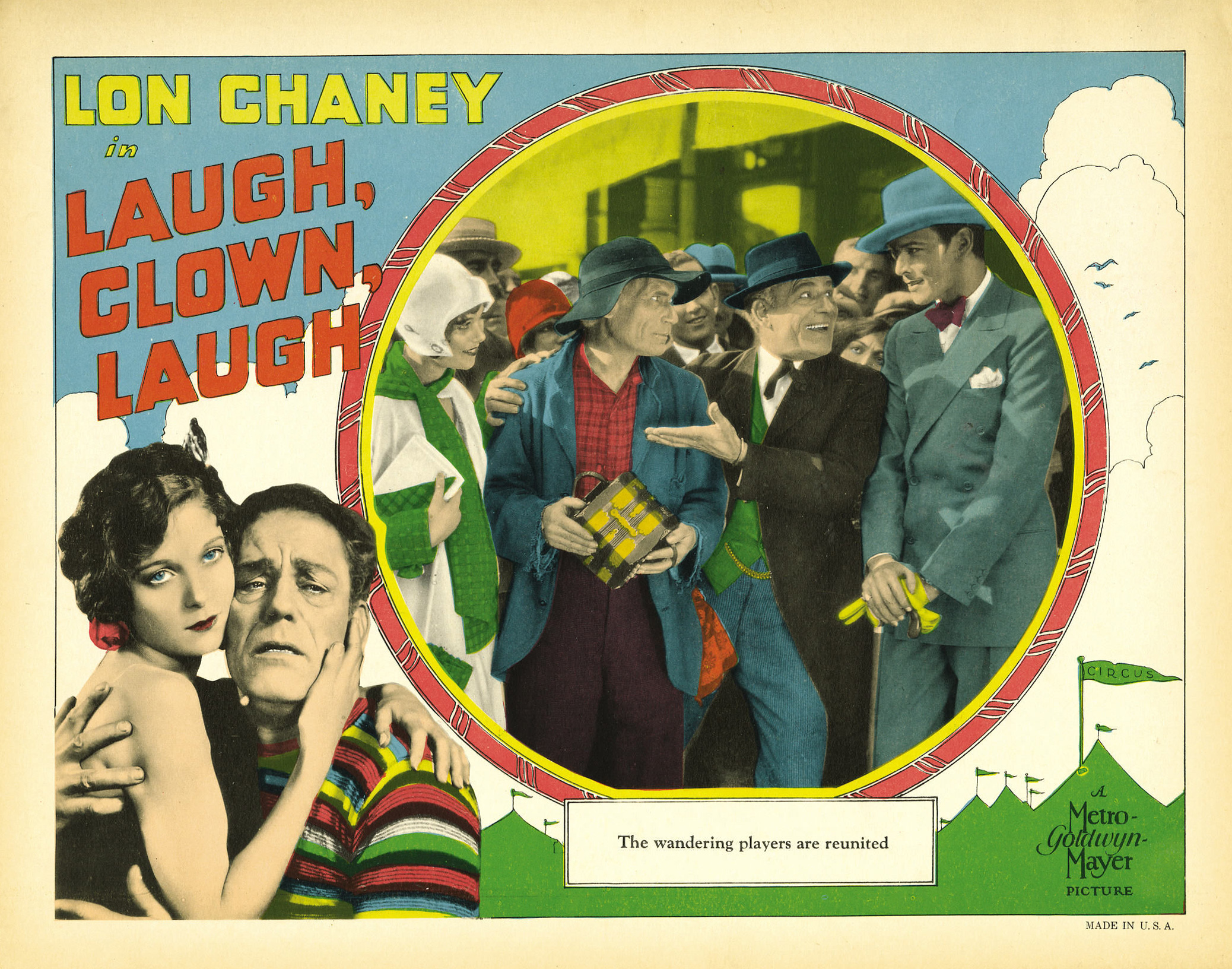
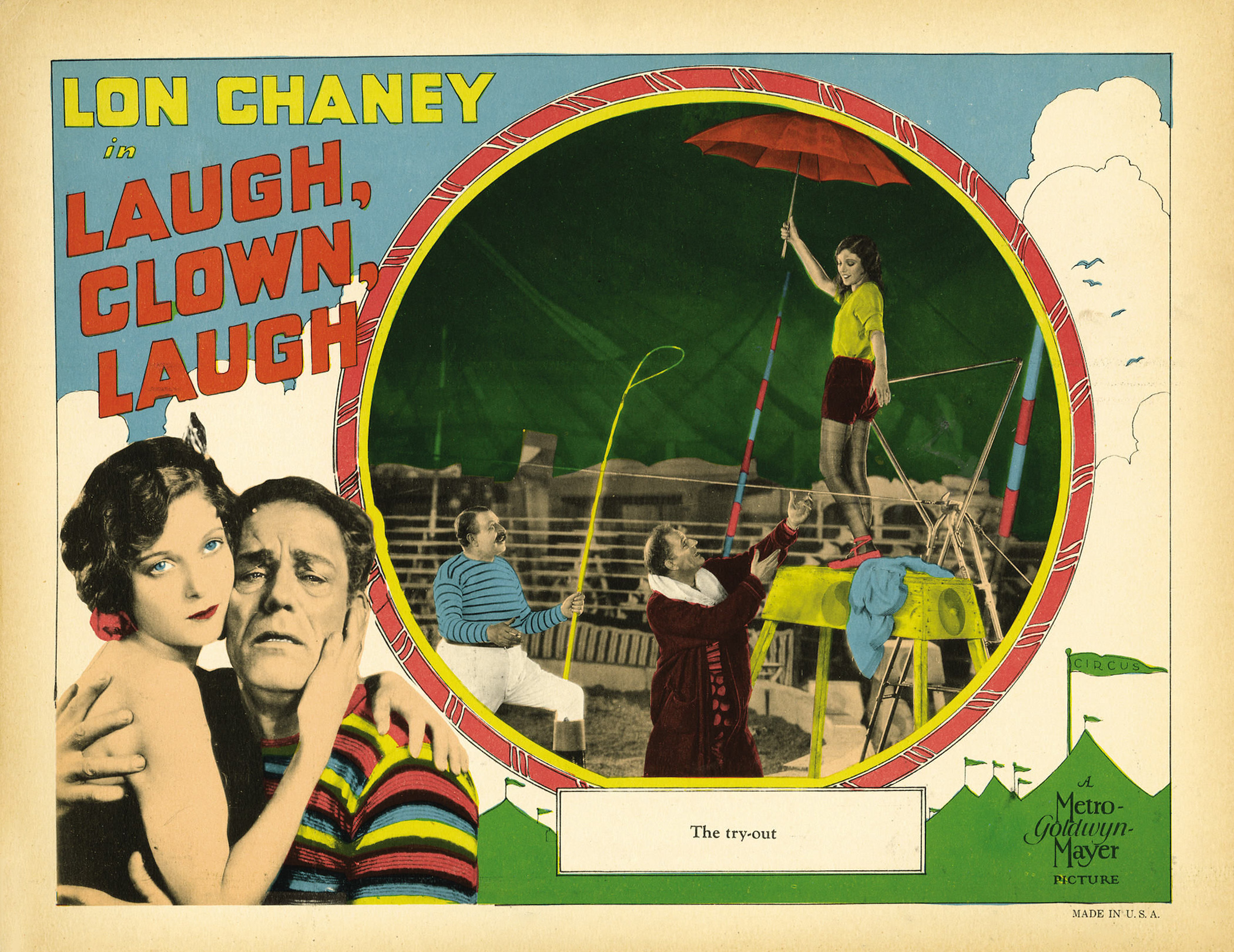
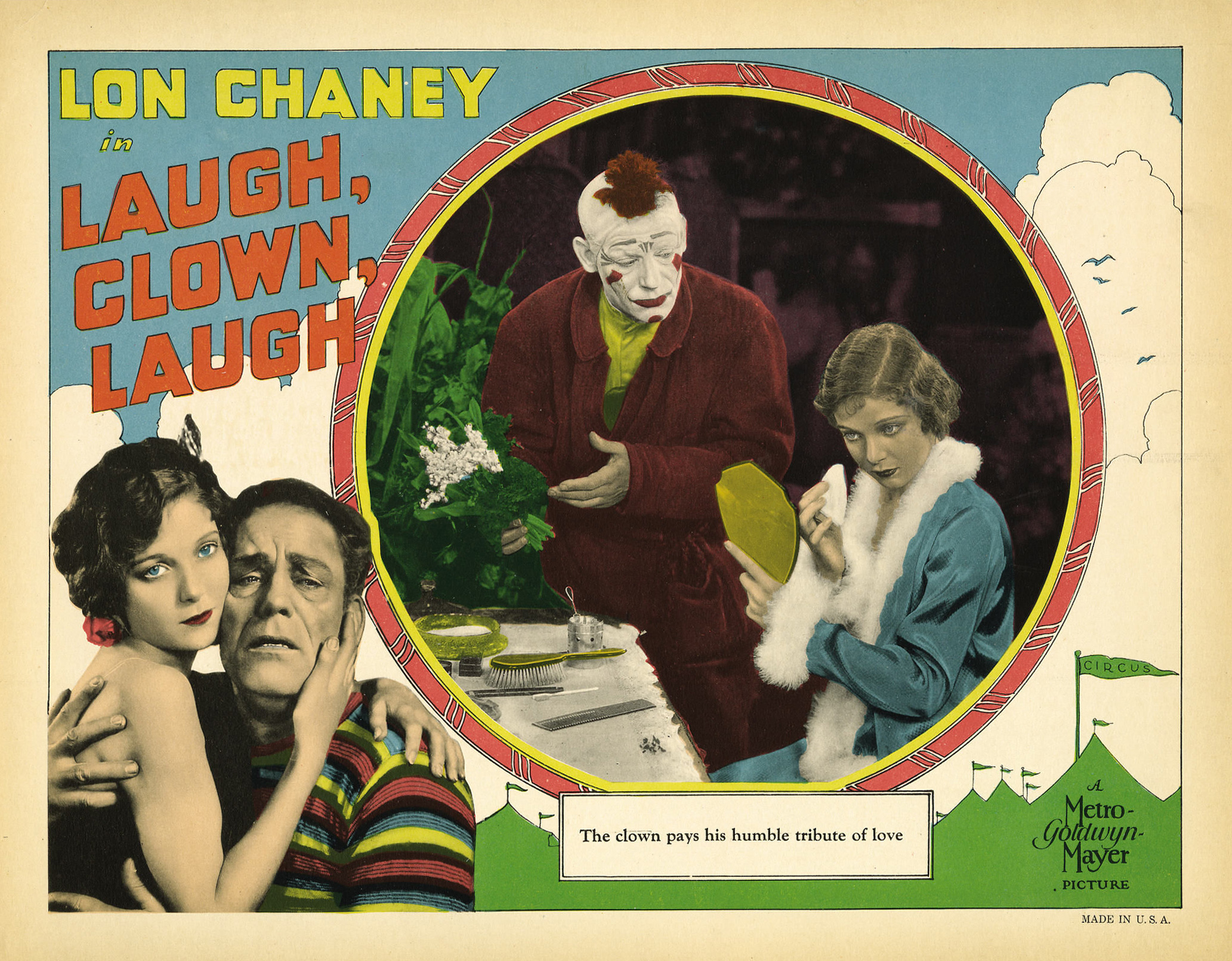
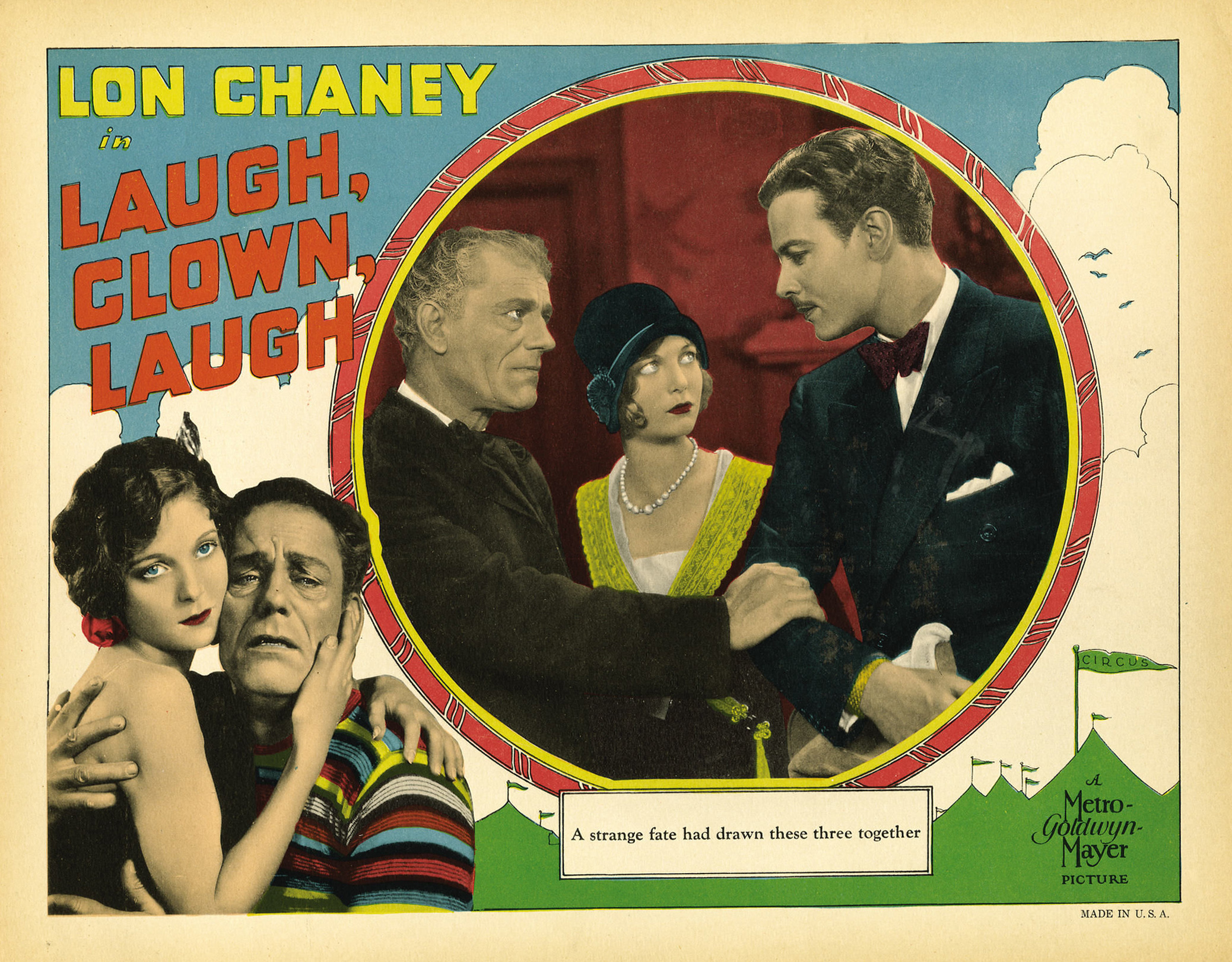
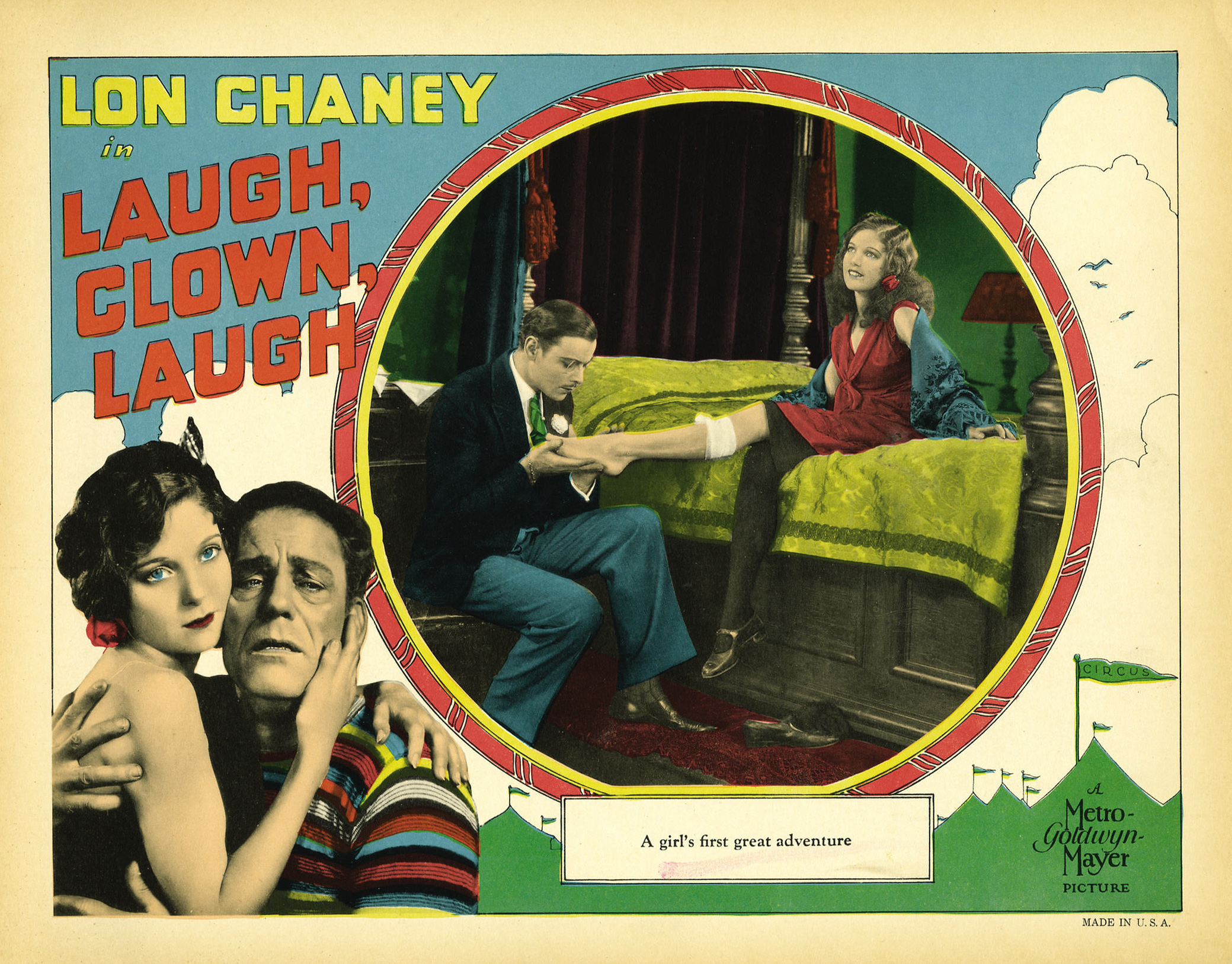
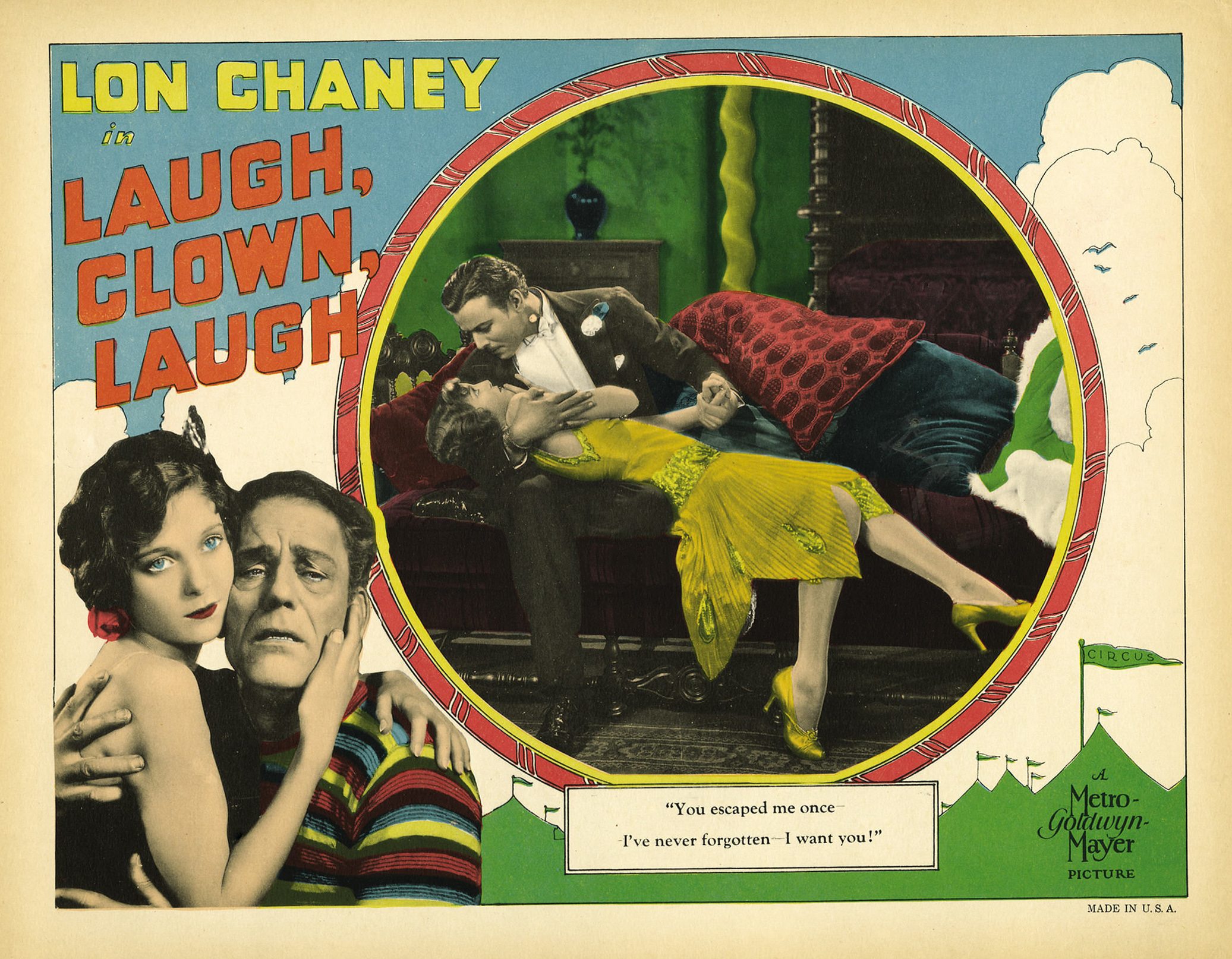